# Denkmal für die Gefallenen des Ersten Weltkriegs Hofstetten (Oberbayern)

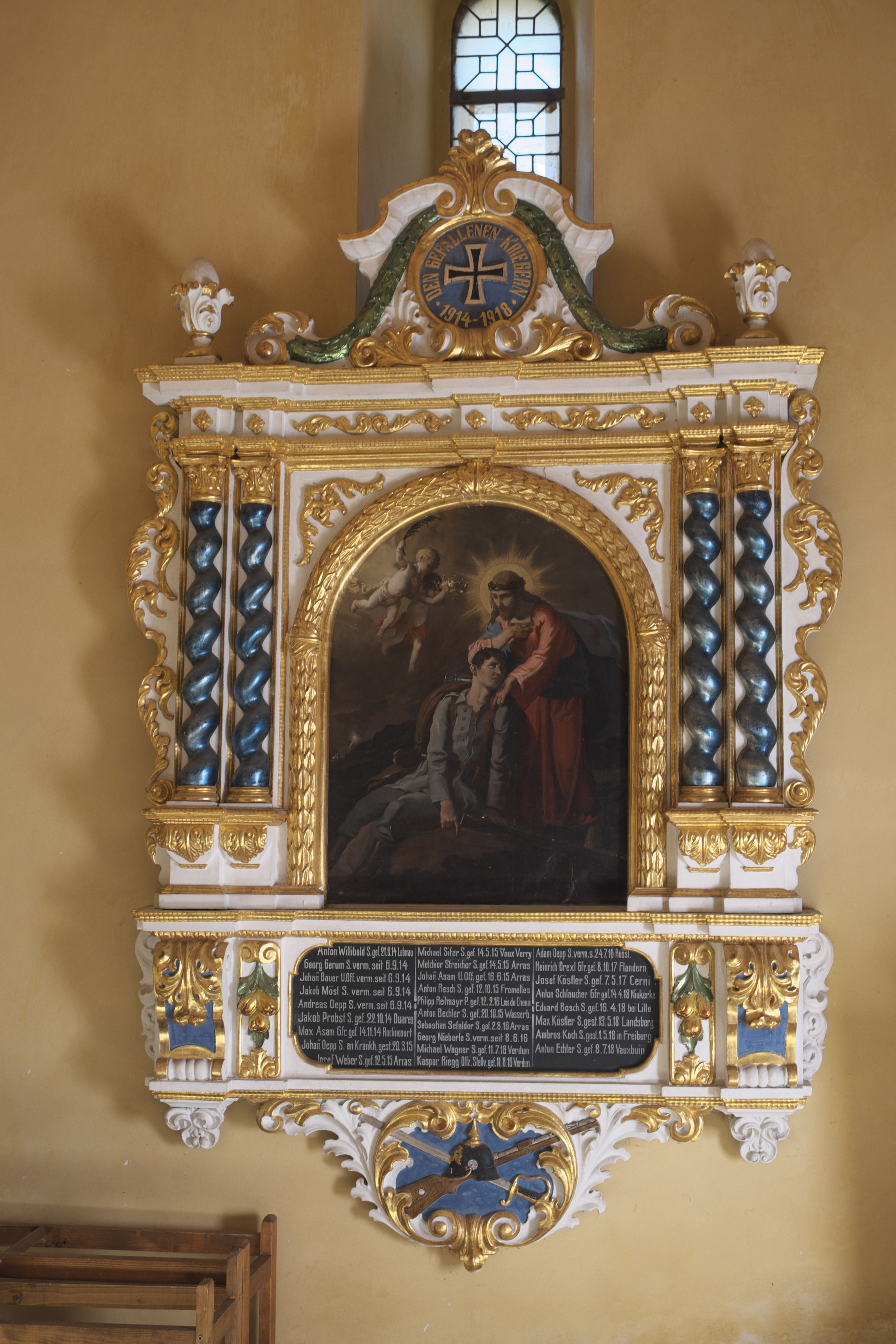
Kriegerdenkmal in Hofstetten

Das Denkmal für die Gefallenen des Ersten Weltkriegs in Hofstetten, einer Gemeinde im oberbayerischen Landkreis Landsberg am Lech, befindet sich in der katholischen Pfarrkirche St. Michael. Das Kriegerdenkmal gehört als Teil der Kirchenausstattung zu den geschützten Baudenkmälern in Bayern.
Das im Vorraum der Kirche hängende Denkmal für die Gefallenen des Ersten Weltkriegs ist ein barockisierendes Wandaltärchen mit gedrehten Säulenpaaren. Das signierte Ölbild eines toten Soldaten als Märtyrer in den Armen Christi illustriert in seiner Symbolik das Bibelzitat „Sei getreu bis in den Tod, so will ich dir die Krone des Lebens geben!“ (Offb 1,18 ). Anton Niedermaier aus Hohenbrunn bei München malte es 1919.
Unten sind auf einer schwarzen Tafel die Namen der 27 Gefallenen aufgeführt.